# Prerijska repa
Prerijska repa (tipsinah, tipsina, prerijski krumpir, lat. Pediomelum esculentum; sin. Psoralea esculenta), ime za  'divlju prerijsku repu' , mahunarku koja je prerijskim Indijancima služila kao veoma važna hrana, točnije za pripremu kruha. Francuzi su je prozvali pomme blanche, a kapetan John Fremont (1837.) pommes des terres (zemaljska jabuka), a naziva se i dakota turnip, prerijski krumpir, prerijska repa, a kod Tetona i timpsula. Gomolj Tipsinaha indijanci su mogli jesti sirov, ili su je rezali u komade i kuhali je ili drobili u fino brašno iz kojega su pekli kruh. Tipsina je bila veoma važna u trgivni među prerijskim plemenima lovaca na bizone. Cvate početkom ljeta svijetloplavim cvjetovima u gustom klasu. 

## Vanjske poveznice
- Pediomelum esculentum (Psoralea esculenta) - Indian Breadroot  Arhivirana inačica izvorne stranice od 22. listopada 2008. (Wayback Machine)